# Tre regni posteriori di Corea
I tre regni posteriori di Corea (892-936) erano formati da Silla, Hubaekje ("Baekje posteriore") e Taebong (noto anche come Hugoguryeo, "Goguryeo posteriore").
Gli ultimi due sono considerati come eredi dei tre regni di Corea anteriori, che erano stati unificati da Silla. Questo periodo sorse dalle agitazioni nazionali durante il regno della regina Jinseong di Silla.
Il controllo di Taebong, originariamente guidato da Gung Ye, fu preso da Wang Geon, un discendente di una famiglia di mercanti di Songdo, che sconfisse Hubaekje e ricevette la resa di Silla. Wang Geon proclamò il regno di Goryeo nel 936, mettendo ufficialmente fine al periodo dei tre regni posteriori.